# The Dying Daylights
The Dying Daylights jest czwartym studyjnym albumem fińskiej heavymetalowej grupy Charon. Album nagrywany w fińskim mieście Raahe, miksowany w Helsinkach w 2003. Damski wokal wykonany przez Jenny Heinonen.

## Lista utworów
1. Failed
2. Religious/Delicious
3. Death Can Dance
4. In Brief War
5. Guilt On Skin
6. Unbreak, Unchain
7. Drive
8. Every Failer
9. In Trust of No One
10. If
11. No Saint
12. Built For My Ghosts*
13. Re-Collected*

*tylko w wersji digi-pack